# Christian Eduard Langethal
Christian Eduard Langetha (Erfurt, 6 gennaio 1806 – Jena, 28 luglio 1878) è stato un agronomo e botanico tedesco.
Noto per i suoi scritti che riguardano la botanica agricola e la storia dell'agricoltura.

## Biografia
A partire dal 1827 studiò scienze naturali presso l'Università di Jena. Nel periodo invernale del 1834/35 iniziò a insegnare storia naturale presso l'accademia scientifica di recente costruzione a Eldena (vicino a Greifswald), dove lavorò a stretto contatto con il suo ex insegnante, Friedrich Gottlob Schulze (1795-1860). Nel 1839, con Schulze, ritornò all'Università di Jena come professore associato di botanica. A Jena si distinse per i suoi studi in botanica.

## Opere
- Lehrbuch der landwirtschaftlichen Pflanzenkunde (1841–1845, 3 volumi; quarta edizione 1874–76, 4 volumi).
- Geschichte der deutschen Landwirthschaft (Jena 1847–1856, 4 volumi).
- Beschreibung der Gewächse Deutschlands nach ihren natürlichen Familien und ihrer Bedeutung für die Landwirtschaft (Jena 1858, seconda edizione 1868).
- Con Diederich Franz Leonhard von Schlechtendal e Ernst Schenk, continuato da Jonathan Carl Zenker Flora von Thüringen: Und den angrenzenden Provinzen (1830–1855, 145).[1][2]